# 香川県道238号観音寺港線
香川県道238号観音寺港線（かがわけんどう238ごう かんおんじこうせん）は、香川県観音寺市を通る一般県道である。

## 概要
観音寺港から香川県道21号丸亀詫間豊浜線を結ぶ。

### 路線データ
- 起点：香川県観音寺市港町2丁目（観音寺港）
- 終点：香川県観音寺市西本町1丁目（香川県道21号丸亀詫間豊浜線交点）
- 総延長：896 m

## 地理

### 通過する自治体
- 観音寺市

### 交差する道路
| 交差する道路               | 交差する場所 | 交差する場所 |
| -------------------------- | ------------ | ------------ |
| 香川県道21号丸亀詫間豊浜線 | 西本町1丁目  | 終点         |

### 沿線
- 観音寺港